# Sterling Shepard
Sterling Clay Shepard (Oklahoma City, 10 febbraio 1993) è un giocatore di football americano statunitense che milita nel ruolo di wide receiver per i Tampa Bay Buccaneers della National Football League (NFL).

## Carriera

### New York Giants
Al college, Shepard giocò a football con gli Oklahoma Sooners dal 2012 al 2015. Fu scelto nel corso del secondo giro (40º assoluto) del Draft NFL 2016 dai New York Giants. Debuttò come professionista nella gara del primo turno contro i Dallas Cowboys andando subito a segno su passaggio del quarterback Eli Manning nella vittoria per 20-19. A fine stagione fu inserito nella formazione ideale dei rookie dalla Pro Football Writers of America dopo avere ricevuto 683 yard e 8 touchdown giocando tutte le 16 gare come titolare sul lato opposto a Odell Beckham.
Nella settimana 3 della stagione 2022 contro i Dallas Cowboys, Shepard si ruppe il legamento crociato anteriore, chiudendo la sua stagione.

### Tampa Bay Buccaneers
Il 10 giugno 2024 Shepard firmò un contratto di un anno con i Tampa Bay Buccaneers. Fu svincolato il 27 agosto dopo di che rifirmò con la squadra di allenamento.

## Palmarès
- PFWA All-Rookie Team - 2016